# Tao Te Ching
Tao Te Ching eller Dào Dé Jīng 道德经 simplificeret kinesisk - 道德經 uforkortet kinesisk. Dao De Jing er en af de mest indflydelsesrige visdomsbøger i kinesisk historie og er tilskrevet den legendariske figur Lao Zi eller Lao-tse 老子, der betyder "Gamle Mester". Bogen er mindst 2300 år gammel. Den ældste kopi man har fundet er dateret omkring 300 f.v.t. Der har været forsket og spekuleret i, om Lao Zi kunne være 李耳 Li Er, også kaldet 李聃 Li Dan, der optræder i Zhuang Zi og andre steder, men der er ingen endegyldige beviser.
Lao Zi skrev blot en enkelt bog, der er en samling af 81 vers eller digte i to dele - en for Dao og en for De. Bogen forklarer og filosoferer over de to emner der udgør titlen Dào og Dé. Dao betyder vej og De betyder magt eller dyd. Det første vers i De-afsnittet viser utvetydigt at ordet beskriver magt og rimelig brug af magt, men ordet referer i mange andre gamle tekster mere til moral eller dyd. Poul Andersen oversætter titlen som Bogen om vejen og magten, Christensen oversætter titlen som The Way and Virtuous Power.
Der er ingen tvivl om at Dao skal oversættes som Vejen. Hvad begrebet Vejen refererer til er er et meget omdiskuteret emne. Nogle kalder det et gudsbegreb andre anser det mere for et kosmologisk begreb, andre igen for et mere filosofisk begreb. Det første kapitel i afsnittet om De viser utvetydigt at De handler om rimelig brug af magt.
Der findes fortolkninger af bogen, der især opfatter den som en kvindelig filosofi. Der er i den forbindelse også skrevet om bogens særlige relevans for kvinder.
Det er svært at overvurdere den betydning, som bogen har haft for taoismen, og den er en af de mest oversatte kinesiske klassikere. Den er blevet oversat mere end 250 gange til vestlige sprog som især engelsk, fransk og tysk.
Der findes flere udgaver af teksten, men den mest anvendte er Wang Bis udgave. Det er uklart hvor meget de udgravede bambus og silkeudgaver kan tilføje, men det står klart at teksten bærer præg af mindre fejl.

## Indhold
Tekstens navn, "Tao Te Ching," kan oversættes som "Vejen og dens dyd." Hovedtemaerne i Tao Te Ching omfatter:

### Tao (Dao)
Begrebet "Tao" henviser til den ultimative, uudsigelige, universelle kraft eller vej, som ligger til grund for alt i universet. Tao er uforanderlig og transcenderer menneskelig forståelse. At leve i harmoni med Tao er en central ide i taoismen.

### Te (De)
"Te" henviser til dyden eller moralens kraft. Ifølge Tao Te Ching opnås harmoni og balance ved at leve i overensstemmelse med Tao og udvikle dyd. Dyd omfatter kvaliteter som ydmyghed, selvbeherskelse, yndefuldhed og medfølelse.
Samlet set tilbyder Tao Te Ching vejledning om, hvordan man lever et dydigt og harmonisk liv ved at følge Tao og være i overensstemmelse med naturens orden. Teksten er kendt for sin metaforiske karakter, hvilket gør den åben for forskellige fortolkninger. Mange mennesker ser den som en kilde til inspiration inden for spiritualitet og personlig udvikling.

## Danske oversættelser
- Tao Teh King: Bogen om alt og intet, oversat af Ole Kiilerich (1953). ISBN 87-413-2996-1
- Tao Te King : visdommens bog, oversat af Peter Eliot Juhl, (1997), ISBN 87-7759-139-9
- Daode jing, bogen om vejen og magten. Mystik og praktisk visdom i det gamle Kina, ved Poul Andersen (1999), ISBN 87-7763-178-1
- Daode jing, oversat af Hugo Hørlych Karlsen, (2006), ISBN 87-91493-09-9

## Eksterne links
- Wikimedia Commons har flere filer relateret til Tao Te Ching

| Bog | Spire Denne artikel om bøger og tidsskrifter er en spire som bør udbygges. Du er velkommen til at hjælpe Wikipedia ved at udvide den. |